# Сульфаміди
Сульфамíди, сульфонаміди (рос. сульфамиды, [сульфонамиды], англ. sulfonamides, [sulfamides]) — хімічні речовини загального складу RSO2NR2, серед яких похідні аміду сульфанілової кислоти становлять велику групу лікарських сульфаніламідних препаратів.